# Atacamallium
Atacamallium, novi rod lukovičastih geofita iz porodice zvanikovki, otkričem vrste 2022 smješten je u potporodicu lukovki i podtribus Leucocoryninae.. Rekategorizacijom u potporodici lukovki zadržan je jedino rod Allium, dok su ostali rodovi preseljeni u druge potporodice, a rod Atacamallium u potporodicu  Gilliesioideae.

## Opis
Jedina vrsta Atacamallium minutiflorum, endem je obalne pustinje Atacama u sjevernom Čileu. Filogenetske analize sekvenci DNK, zajedno s morfološkim karakteristikama i uzorkom distribucije, podržavaju novi rod i postavljaju ga kao pretpostavljenu sestru Leucocoryne, koja se lako razlikuje od Atacamalliuma po svojoj floralnoj morfologiji. Atacamallium minutiflorum razlikuje se od ostalih vrsta Leucocoryneae po ukupno manjim cvjetovima, čapicama sraslim samo pri dnu, šest prašnika u jednom nizu i trostrukim stigmama. Za vrstu su dani morfološki opis, karta distribucije, ilustracija i procjena statusa očuvanosti nove vrste, uz ažurirani ključ za rodove Leucocoryneae. Potrebni su još dodatni podaci iz više nuklearnih gena s jednom kopijom kako bi se razjasnili odnosi unutar plemena. 